# Romario Williams
Romario Garfield Williams (ur. 15 sierpnia 1994 w Portmore) – jamajski piłkarz występujący na pozycji napastnika, reprezentant Jamajki, od 2024 roku zawodnik amerykańskiego Hartford Athletic.